# Gare des Rosiers-sur-Loire
Gare des Rosiers-sur-Loire – przystanek kolejowy w Les Rosiers-Sur-Loire, w departamencie Maine i Loara, w regionie Kraj Loary, we Francji.
Jest przystankiem kolejowym Société nationale des chemins de fer français (SNCF), obsługiwanym przez pociągi TER Pays de la Loire kursujących między Angers i Saumur.